# Zebrafalter

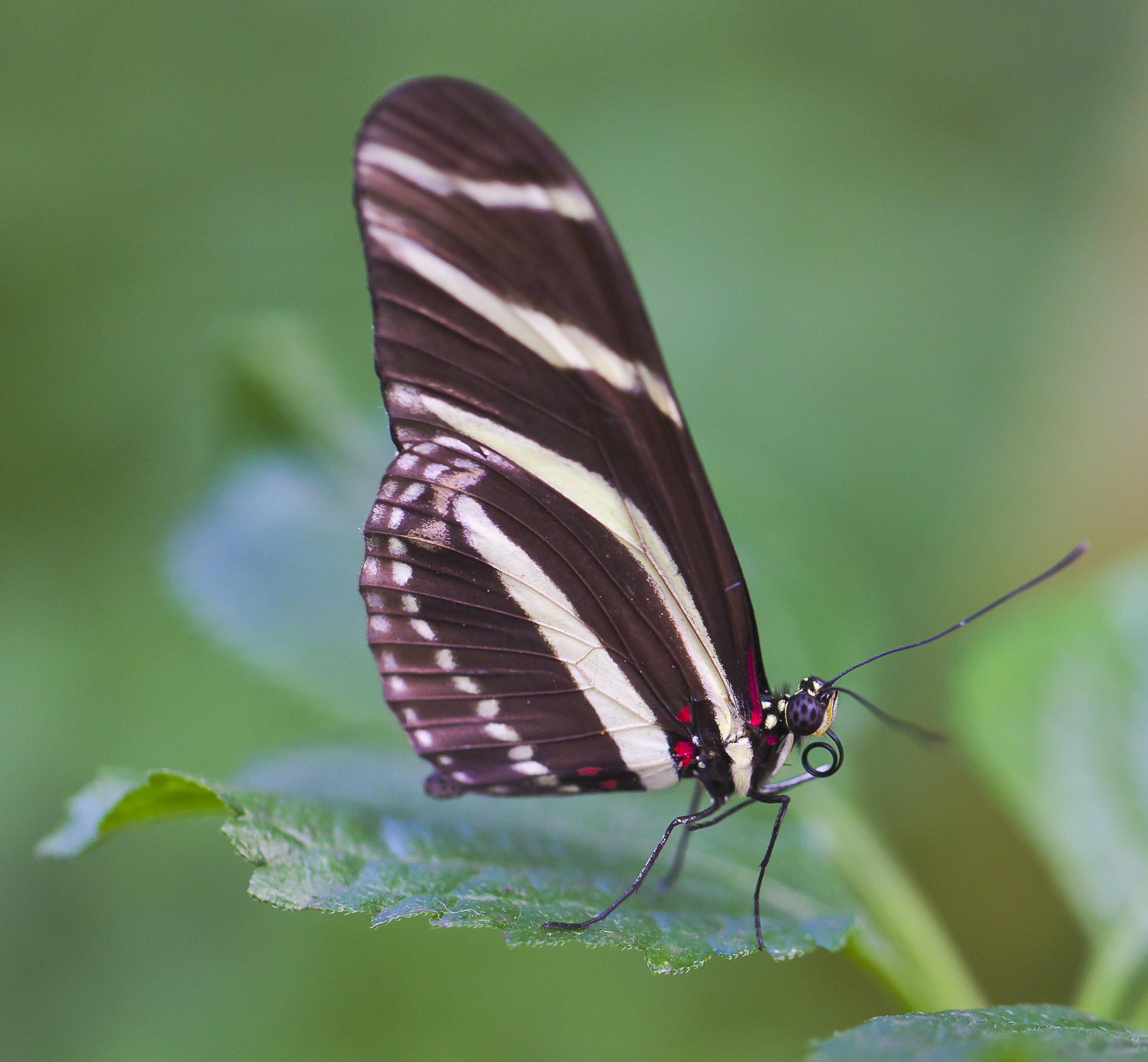
Seitensicht

Der Zebrafalter (Heliconius charithonia) ist ein Schmetterling (Tagfalter) aus der Gattung Heliconius innerhalb der Familie der Edelfalter (Nymphalidae).

## Beschreibung
Die Falter erreichen eine Flügelspannweite von 70 bis 100 Millimetern. Ihre Flügel sind verhältnismäßig lang und schmal. Ihre Färbung ist auf beiden Seiten gleich. Die Grundfarbe ist schwarz, auf den Vorderflügeln verlaufen drei weiße bis zitronengelbe Linien vom Vorderrand zum Außenrand. Auf den Hinterflügeln verläuft eine weitere solche Linie, hinzu kommt eine Kette von weißen bis zitronengelben Punkten, die von der Flügelspitze zunächst am Außenrand entlang verläuft und dann aber einen Bogen macht, der etwa auf der Hälfte des Flügelinnenrandes endet. Eine weitere, deutlich schwächere Punktreihe verläuft am Außenrand zum Innenrand, ohne dass sich die beiden Reihen treffen. Die Flügelunterseiten sind nahezu gleich gefärbt, man kann aber mehrere unscheinbare rote Flecken erkennen.
Die Raupen sind weiß und tragen am ganzen Körper lange, schwarze Stacheln.

## Vorkommen
Die Tiere kommen in ganz Südamerika und in Nordamerika nördlich bis Mexiko, im Süden Texas und in Florida vor. Selten findet man sie auch in New Mexico, Nebraska und South Carolina. Sie leben vor allem in tropischen Regenwäldern und anderen feuchten Wäldern, kommen aber auch auf offenem Gelände vor.

## Lebensweise
Männchen fliegen auf der Suche nach Weibchen rege umher. Sie werden sogar von weiblichen Puppen angezogen. Bei diesen verweilen die Tiere so lange, bis das Weibchen geschlüpft ist, um sich paaren zu können. Nachts versammeln sich Zebrafalter zum Schlafen immer an einem bestimmten Ort, mit Vorliebe über Tümpeln, da sie die höhere Luftfeuchtigkeit dort mögen. An solchen Übernachtungsplätzen können durchaus über hundert Falter nächtigen, meist sind es aber 25 bis 30 Tiere. Die Gefahr unter einer so großen Menge gefressen zu werden, ist sehr gering. Die Falter versammeln sich immer an derselben Stelle. Gemeinsam sondern sie einen starken, nicht allzu appetitlich riechenden Duft aus, der Fressfeinde abschreckt. Bei Regen hängen sich die Falter kopfüber unter Blätter, um nicht nass zu werden.
Die Weibchen legen ihre orangen, länglichen und grob längs gerillten Eier in kleinen Gruppen von 5 bis 15 Stück auf Blätter und Äste der Raupenfutterpflanzen ab. Die Raupen sind nachtaktiv.

### Nahrung der Raupen

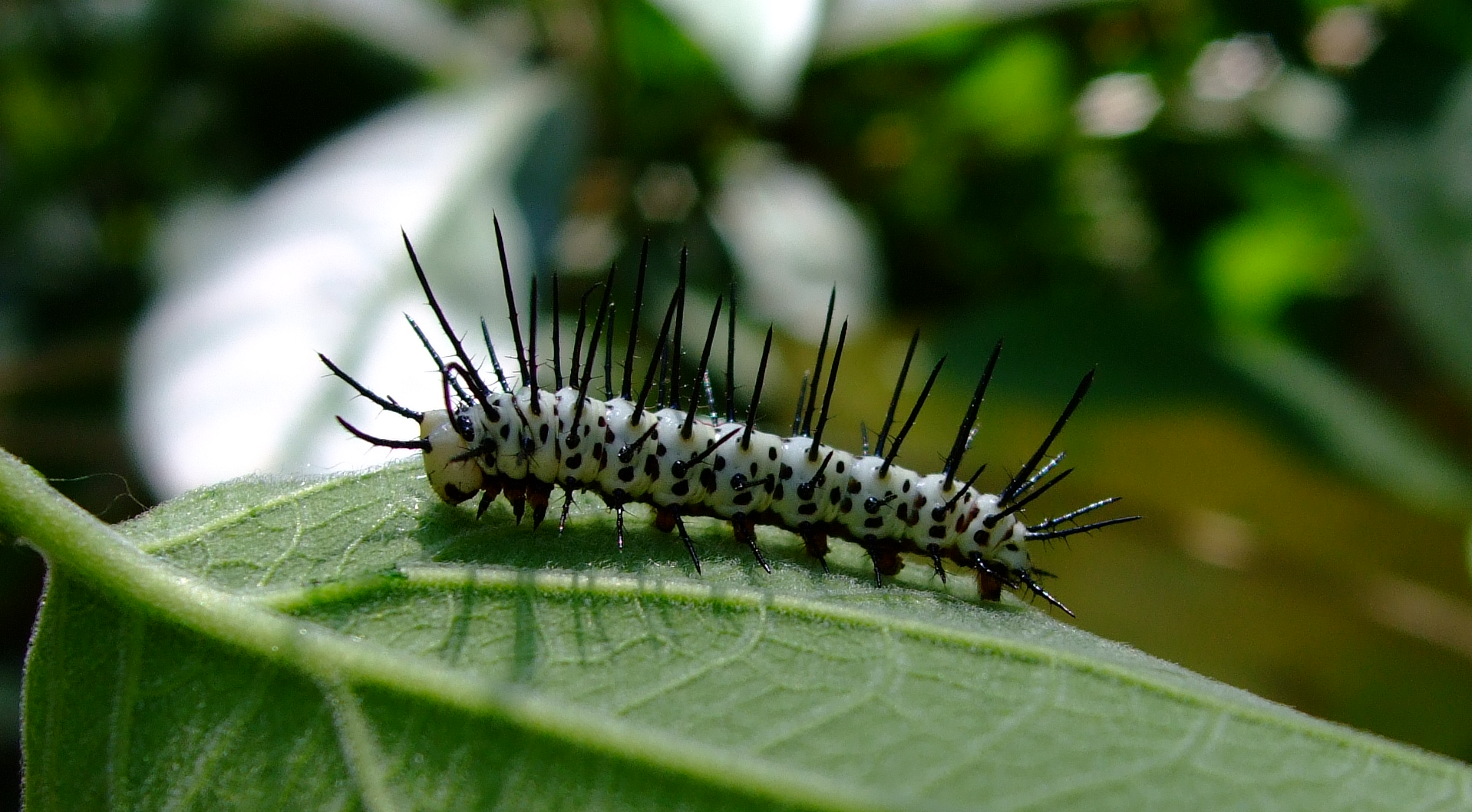
Raupe des Zebrafalters

Die Raupen ernähren sich an Passionsblumen (Passiflora), insbesondere von Passiflora suberosa, Passiflora lutea und Passiflora affinis. Die Raupen werden durch das aufgenommene Gift dieser Pflanzen selbst für Fressfeinde ungenießbar.

### Flug- und Raupenzeiten
Die Falter bringen kontinuierlich Generationen hervor. Lediglich in den nördlichsten Verbreitungsgebieten fliegen sie nur in den warmen Monaten.